# صادقی (بویراحمد)
صادقی یک روستا در ایران است که در دهستان سپیدار شهرستان بویراحمد واقع شده‌است. صادقی ۲۲ نفر جمعیت دارد.